# Natalus macrourus
O Natalus macrourus, conhecido também por morcego orelha-de-funil brasileiro, é um morcego da família Natalidae. Esta espécie de morcego ocorre do Amapá ao sul do Rio Grande do Sul. Com ocorrências também em Mato Grosso, Mato Grosso do Sul, Paraguai e Leste da Bolívia. A espécie geralmente habita grutas ou cavernas úmida e pouco quentes. Também é comumente visto em oco de árvores ou dependurada em folhas de arbustos ou palmeiras de matas escuras. Possui hábitos alimentares insetívoros e pelos longos e macios.

## Distribuição Geográfica
Natalus macrourus é a espécie de natálida com mais ampla distribuição geográfica. Entretanto, é rara em grande parte de sua ampla distribuição.
Este morcego ocorre do Amapá ao sul do Rio Grande do Sul, Paraguai e Leste da Bolívia. No Brasil, é encontrado nos estados do AP, PA, GO, MS, MT, RN, PI, PB, CE, SE, BA, ES, MG, RJ, SP, PR, SC e RS.

## Descrição Morfológica
É considerado um morcego pequeno, com comprimento do corpo variando de 85 a 115 mm. Comprimento do antebraço entre 36,7 e 40,5 mm e peso médio variando de 4 a 10 gramas.
Apresentam asas, pernas e cauda longas e delgadas. As orelhas são largas, separadas, com forma de funil, extremidades pontudas, tendo a margem interna convexa. Margem externa com concavidade no centro e com papilas glandulares na superfície. Trago curto de base larga e extremidade aguçada, de forma aproximadamente triangular. Olhos pequenos, fronte côncava muito elevada sobre o focinho, que se apresenta alongado, sem folha nasal. Narinas ovais, bem juntas, abrindo-se para baixo, perto da margem do lábio. Lábio inferior largo com sulco no centro, marginado por papilas nuas de cada lado. Polegar curto, ligado a asa por uma membrana, provido de unha bem desenvolvida. As membranas da asa são ligadas a base do calcâneo e a cauda é totalmente contida no uropatágio. Os pelos são longos e macios, formando sobre o lábio superior um tufo semelhante a um bigode. Os pelos têm coloração castanho amarelado com região ventral mais clara.

## Ecologia e Comportamento
Esta espécie é conhecida em mais de 30 localidades, das quais 17 são cavernas. Embora os voos sejam geralmente baixos, raramente são capturados em redes de neblina, mesmo quando posicionadas próximas a entradas dos abrigos. Exemplares já foram capturados em redes de neblina em apenas cinco localidades no Brasil e na Bolívia. Já foi descrito também habitando troncos de árvores. Este morcego se esconde em cavernas que se abrem tanto em arenito quanto em calcário. As cavernas onde N. macrourus foram encontrados são úmidas mas não quentes.
É um animal de hábitos insetívoros, capturando apenas presas muito pequenas. Acredita-se que este hábito esteja correlacionado a sua alta frequência de emissão ultrassônica (acima de 85 kHz). Possui comportamento crepuscular e apresentam maior atividade entre 30 minutos e duas horas após o pôr do sol. Seu voo de forrageio é vagaroso, delicado, e possui capacidade de fazer grandes manobras e de pairar no ar. Frequentemente ocorre em grupos, com o tamanho das colônias sendo comparativamente pequenos, variando de 5 a 12 indivíduos ou em grupos com cerca de 50. Além disso está associada com uma grande variedade de outras espécies de morcego.

## Conservação
É listado como quase ameaçado, porque, embora a espécie ainda seja amplamente distribuída, depende de um habitat altamente frágil (cavernas). O que a qualifica             como ameaçada sob o critério B2 da Lista Vermelha da União Internacional para a Conservação da Natureza e dos Recursos Naturais (IUCN) das espécies ameaçadas, já que sua área de vida se encontra extremamente fragmentada atualmente. Além de ter sido observado um decréscimo contínuo na sua extensão de ocorrência e área de ocupação nos estudos recentes.
É uma espécie pouco encontrada, e pode ser ameaçada pela prática do extermínio de colônias de morcegos cavernícolas (em campanhas contra a raiva) que é generalizada no Brasil. Este tipo de prática é considerada a principal causa de declínios maciços em populações de espécies de morcegos cavernícolas. Suspeita-se que entre 20 a 25% das últimas três gerações (com uma duração de geração de 5 anos) foram exterminadas devido estas práticas. Esta espécie está próxima de ser qualificada como vulnerável com base no critério A2c da IUCN, já que a redução do tamanho da população e a perda do habitat ainda não cessaram.
Grandes áreas cársticas do sudeste do Brasil parecem já ter sofrido declínios maciços nas populações de espécies de morcegos cavernícolas. O vasto alcance geográfico desta espécie sugere que as populações remotas escaparão de perturbações humanas intensas. Caso as campanhas de extermínio de morcegos continuarem nas áreas rurais densamente povoadas do Brasil, este morcego pode se extinguir em grande parte de sua extensão.
A maioria dos esforços atuais para conservação desta espécie e de morcegos cavernícolas de um modo deve geral, deve ser direcionada para proteção das cavernas e fornecimento de educação ambiental sobre os serviços ecossistêmicos prestados por morcegos, como o controle de pragas que devastam plantações.

## Taxonomia
Esta espécie foi originalmente descrita como pertencente ao gênero Myotis e só mais tarde reconhecida como Natalus. Além disso já foi descrita como Myotis espiritosantensis (Ruschi, 1951); Natalus stramineus (Ruschi, 1951); N. espiritosantensis (Ruschi, 1951); N. stramineus natalensis (Goodwin, 1959) além de N. macrourus (Gervais 1856), que seria o mais antigo disponível para esta espécie e que é atualmente o mais aceito. N. espiritosantensis é um dos sinônimos ainda mais utilizados em trabalhos científicos sobre esta espécie.
Esta espécie é frequentemente vista como uma subespécie de Natalus stramineus das Pequenas Antilhas, mas pode ser distinguida pela forma do rostro (palato). O rostro é baixo e robusto em N. macrourus. Além disso, N. stramineus possui descrição de indivíduos com coloração castanho avermelhado, o que nunca foi descrito em exemplares de N. macrourus.